# Johannesberg
Johannesberg è un comune tedesco di 3 884 abitanti, situato nel land della Baviera.